# Sete Gibernau
Manuel Gibernau Bultó (Barcelona, 15 de diciembre de 1972), más conocido como Sete Gibernau,  es un expiloto de motos español, que ha conseguido el subcampeonato del mundo de MotoGP dos temporadas consecutivas (2003 y 2004).
Hijo de Manuel Gibernau Corachán y de María Cristina Bultó, Sete proviene de una familia ligada al deporte y a las motos, ya que su abuelo paterno es José María Gibernau Bertrán, procurador de las Cortes franquistas y vicepresidente del Fútbol Club Barcelona en los años 60, y su abuelo materno es Paco Bultó, fundador de las marcas de motocicletas Montesa y Bultaco.

## Carrera deportiva
Desde pequeño empezó a correr con motos preparadas especialmente para él y antes de empezar en las carreras de velocidad compite en carreras de motocross y de trial. Su carrera en las carreras de velocidad comenzó en la Copa Gilera de donde pasó al campeonato de España. siendo Campeón de España Júnior 125 cc «Critérium Solo Moto» de 1991. Su carrera en el mundial de motociclismo comenzó en 1996 en la categoría de 250cc corriendo con una Honda NSR250.
En 1997 da el salto a 500 cc con Yamaha en el equipo dirigido por Wayne Rainey.

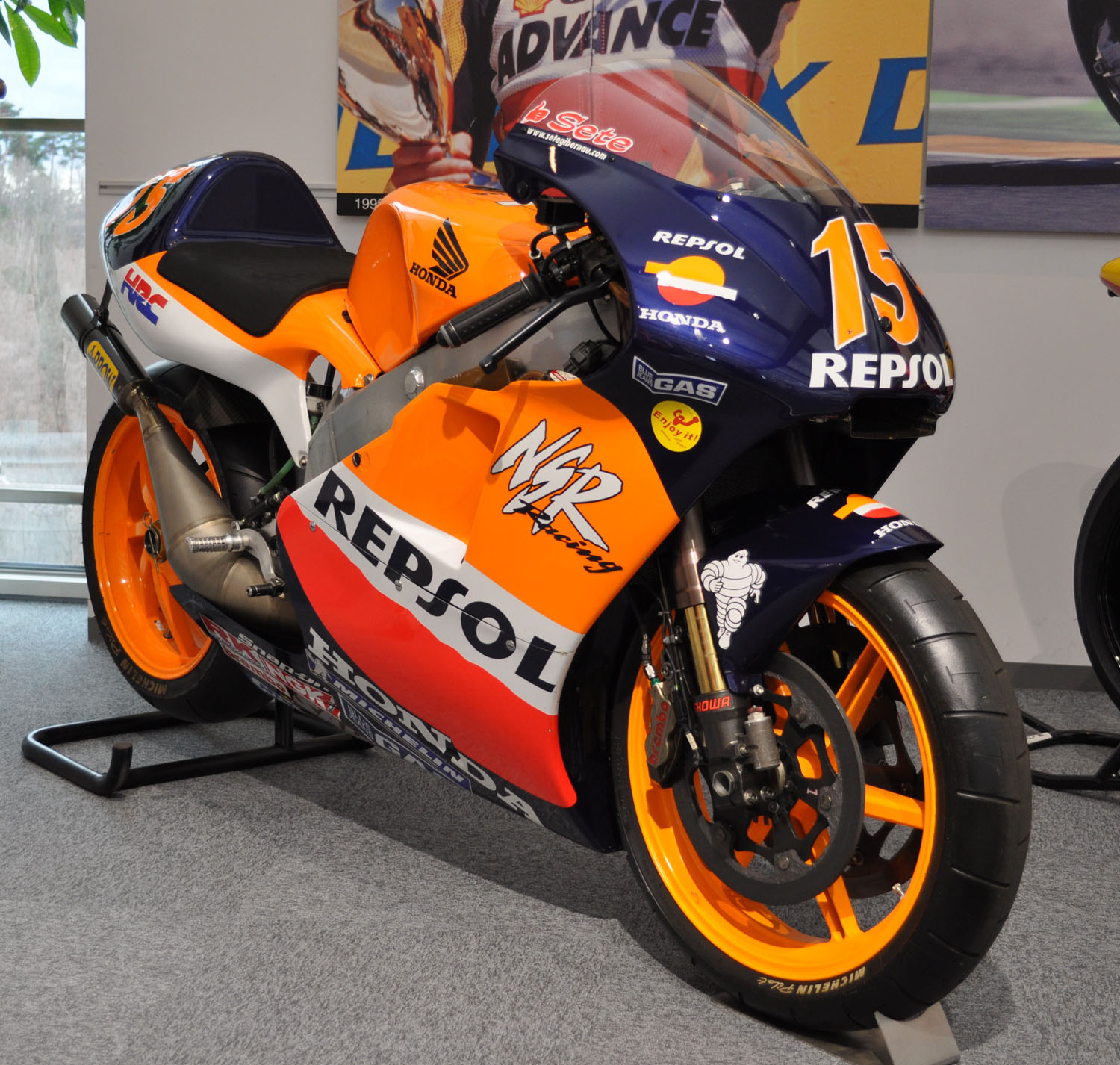
Honda NSR500V de Sete Gibernau en 1999

Fichó por Honda en 1998 para ser tercer piloto del equipo oficial, Repsol Honda, con la Honda NSR500 bicilíndrica de 500 cc y en 1999, tras la retirada de Michael Doohan hereda la Honda NSR500 tetracilíndrica y consigue terminar el mundial 5.º.
Para 2001 Sete decide cambiar de marca y pasa al equipo oficial de Suzuki consiguiendo su primera victoria en 500 cc en el circuito Ricardo Tormo, terminando en noveno en la clasificación final. En 2002 sigue con Suzuki en la transición de 500 cc hacia MotoGP pero resulta un año desastroso y termina el 16.º.
En 2003 debido al poco rendimiento de la Suzuki GSV-R decide cambiar de marca y vuelve a Honda para pilotar la RC211V del equipo Honda Gresini, donde cosecharía los mejores momentos de su vida deportiva, consiguiendo el subcampeonato de MotoGP en los años 2003 y 2004 con ocho victorias en esas dos temporadas, y llevando al límite a su máximo rival en ese momento, Rossi, y logrando triunfos importantes como el cosechado en el Gran Premio de Alemania de 2003, adelantando en la última curva al piloto italiano.

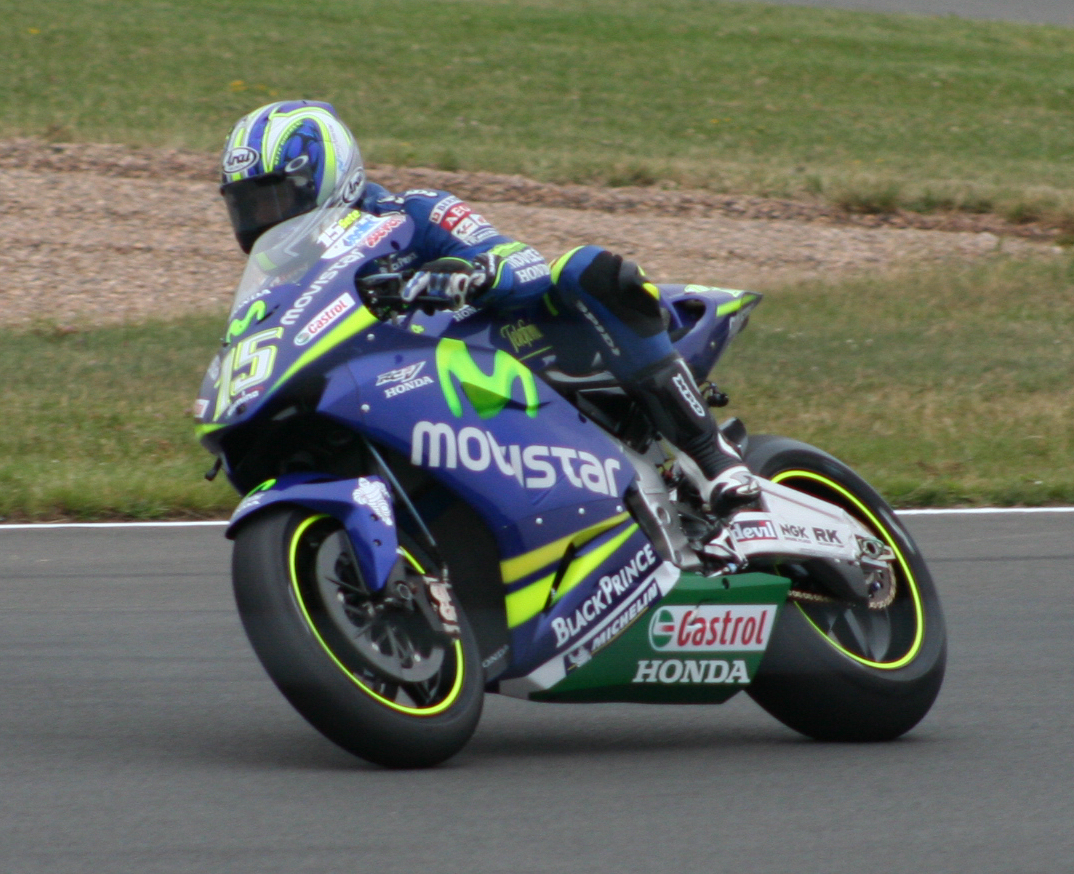
Sete Gibernau en 2005 con la Honda RC211V.

Para 2005, después del famoso incidente en la última curva de Jerez, donde Rossi y Sete se chocaron, empieza una mala racha entre problemas mecánicos, falta de gasolina, y errores propios, bajando su nivel y termina en la 7.ª posición final de la tabla.

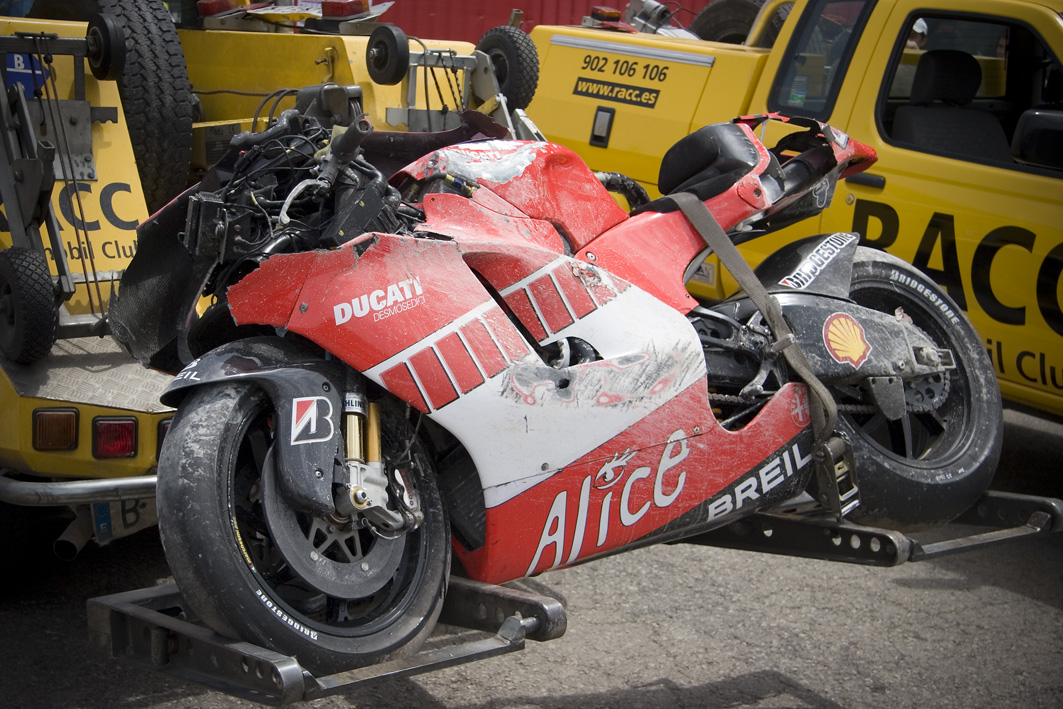
Así quedó la Ducati de Sete Gibernau tras el accidente en el GP de Cataluña 2006

En 2006 Sete decide cambiar de aires y firma con el equipo oficial de Ducati obteniendo como único resultado reseñable una pole position, pero sufre una grave lesión en el Circuito de Barcelona-Cataluña que le hace perderse varias carreras y termina el año el 12.º, a pesar de lograr buenos resultados en los últimos grandes premios.
En la última carrera, el Gran Premio de Valencia, Troy Bayliss participa con la moto de Sete, logrando el segundo puesto en los clasificatorios y venciendo de forma holgada en la carrera del domingo, junto con la segunda posición de su compañero de equipo Loris Capirossi.

## Retirada
El día 8 de noviembre de 2006 anunció su retirada oficial del motociclismo, rechazando una oferta de Kawasaki para continuar un año más en MotoGP. Previamente, el 17 de octubre de 2006 Ducati (su anterior equipo) había anunciado que Stoner ocuparía su plaza en 2007.
En abril de 2007 se casa con la modelo Esther Cañadas en una masía del Ampurdán.
En pleno mes de mayo de 2008, Sete y Esther Cañadas anunciaron su separación de mutuo acuerdo, para evitar posibles especulaciones.
Más tarde, hubo rumores muy fuertes de que Sete podría volver al Mundial con Ducati, que no estaba satisfecho con los resultados de Marco Melandri, antiguo compañero de Sete en Honda y, en ese momento, compañero del Campeón del Mundo Casey Stoner.

## Regreso y nueva retirada
Después de las objeciones interpuestas por Ducati para debutar como sustituto de Marco Melandri en el G.P. de Brno, Sete estuvo deshojando la margarita con vistas a la temporada 2009 hasta que finalmente el 23 de octubre de 2008 se produjo la presentación en el circuito de Cheste de su nuevo equipo, el Ducati Onde2000 dirigido por Gelete y Pablo Nieto y financiado por Francisco Hernando "El Pocero".
Para el 2009 cambia el color rojo del último equipo en el que piloto (Ducati Marlboro Team) por el blanco, negro, y dorado de esta nueva estructura, al igual que deja atrás su dorsal 15 habitual, ya que en ese momento lo portaba Alex De Angelis, y pasará a llevar el dorsal 59, en homenaje a su abuelo Paco Bultó, fundador de la marca de motos Bultaco, que fabricó su primera moto en 1959. Sete no llega a terminar el campeonato 2009 de MotoGP ya que Francisco Hernando "El Pocero" decide retirar el equipo a mitad de temporada, quedándose sin moto a partir de la prueba alemana de Sachsenring (18-19 de julio de 2009). Consigue en ocho carreras disputadas 12 puntos.

## Nuevo regreso
A punto de cumplir 46 años, en diciembre de 2018 saltó a la prensa la noticia de que Gibernau competiría con el equipo Pons Racing en la primera Copa del Mundo de MotoE, la nueva categoría eléctrica de MotoGP.

## Resultados en el Campeonato del Mundo
Sistema de puntuación en 1992:
| Posición | 1.º | 2.º | 3.º | 4.º | 5.º | 6.º | 7.º | 8.º | 9.º | 10.º |
| Puntos   | 20  | 15  | 12  | 10  | 8   | 6   | 4   | 3   | 2   | 1    |

Sistema de puntuación de 1993 hasta 2022:
| Posición | 1.º | 2.º | 3.º | 4.º | 5.º | 6.º | 7.º | 8.º | 9.º | 10.º | 11.º | 12.º | 13.º | 14.º | 15.º |
| Puntos   | 25  | 20  | 16  | 13  | 11  | 10  | 9   | 8   | 7   | 6    | 5    | 4    | 3    | 2    | 1    |

### Carreras por año
(Carreras en negrita indica pole position, carreras en cursiva indica vuelta rápida)
| Año  | Cat.   | Equipo                     | Moto         | 1       | 2       | 3       | 4        | 5       | 6       | 7       | 8       | 9       | 10      | 11      | 12      | 13      | 14      | 15      | 16      | 17      | Pts. | Pos. |
| ---- | ------ | -------------------------- | ------------ | ------- | ------- | ------- | -------- | ------- | ------- | ------- | ------- | ------- | ------- | ------- | ------- | ------- | ------- | ------- | ------- | ------- | ---- | ---- |
| 1992 | 250cc  | Yamaha                     | YZR250       | JAP     | AUS     | MAL     | ESP 27   | ITA     | EUR     | ALE     | NED     | HUN     | FRA     | GBR     | BRA     | RSA     |         |         |         |         | 0    | -    |
| 1993 | 250cc  | Marlboro Roberts-Yamaha    | YZR250       | AUS     | MAL     | JAP     | ESP      | AUT     | ALE     | NED     | EUR     | RSM     | GBR     | CZE     | ITA     | USA     | FIM Ret |         |         |         | 0    | -    |
| 1994 | 250cc  | Marlboro Roberts-Yamaha    | YZR250       | AUS     | MAL     | JAP     | ESP      | AUT     | ALE     | NED     | ITA     | FRA     | GBR     | CZE     | USA     | ARG     | EUR 21  |         |         |         | 0    | -    |
| 1995 | 250cc  | Fortuna Honda-Pons         | NSR250       | AUS     | MAL     | JAP     | ESP      | ALE     | ITA     | NED     | FRA     | GBR     | CZE     | RIO     | ARG     | EUR Ret |         |         |         |         | 0    | -    |
| 1996 | 250cc  | Axo-Honda                  | NSR250       | MAL Ret | IDN 17  | JAP 20  | ESP 11   | ITA 24  | FRA Ret | NED Ret | ALE 19  | GBR 11  | AUT 18  | CZE 14  | IMO 18  |         |         |         |         |         | 20   | 22.º |
| 1996 | 250cc  | Rainey-Yamaha              | YZR250       |         |         |         |          |         |         |         |         |         |         |         |         | CAT Ret | RIO 8   | AUS Ret |         |         | 20   | 22.º |
| 1997 | 500cc  | Rainey-Yamaha              | YZR500       | MAL 9   | JAP Ret | ESP 9   | ITA 9    | AUT Ret | FRA 13  | NED 19  | IMO 11  | ALE 7   | RIO Ret | GBR Ret | CZE Ret | CAT Ret | IDN 8   | AUS 6   |         |         | 56   | 13.º |
| 1998 | 500cc  | Repsol Honda Team          | NSR500V      | JAP 10  | MAL Ret | ESP 12  | ITA 14   | FRA 10  | MAD 3   | NED Ret | GBR Ret | ALE 6   | CZE 8   | IMO 4   | CAT 4   | AUS Ret | ARG 9   |         |         |         | 72   | 11.º |
| 1999 | 500cc  | Repsol Honda Team          | NSR500V      | MAL 10  | JAP 5   | ESP 3   | FRA 4    |         |         |         |         |         |         |         |         |         |         |         |         |         | 165  | 5.º  |
| 1999 | 500cc  | Repsol Honda Team          | NSR500       |         |         |         |          | ITA 6   | CAT 3   | NED 3   | GBR Les | ALE 9   | CZE 10  | IMO 10  | VAL 9   | AUS 6   | RSA 2   | RIO 5   | ARG 6   |         | 165  | 5.º  |
| 2000 | 500cc  | Repsol Honda Team          | NSR500       | RSA Ret | MAL 7   | JAP Ret | ESP Ret  | FRA 15  | ITA 10  | CAT Ret | NED 7   | GBR 11  | ALE 10  | CZE 8   | POR Ret | VAL 8   | RIO 7   | PAC 12  | AUS Ret |         | 72   | 15.º |
| 2001 | 500cc  | Telefónica MoviStar-Suzuki | RGV500       | JAP Ret | RSA 10  | ESP 10  | FRA 6    | ITA 5   | CAT 5   | NED 7   | GBR 11  | ALE 10  | CZE 8   | POR Ret | VAL 1   | PAC 9   | AUS 9   | MAL 8   | RIO 12  |         | 119  | 9.º  |
| 2002 | MotoGP | Telefónica MoviStar-Suzuki | GSV-R        | JAP Ret | RSA 16  | ESP 9   | FRA 12   | ITA Ret | CAT Ret | NED Ret | GBR 6   | ALE Ret | CZE 4   | POR Ret | RIO 8   | PAC Ret | MAL 14  | AUS 12  | VAL 13  |         | 51   | 16.º |
| 2003 | MotoGP | Telefónica MoviStar-Honda  | RC211V       | JAP 4   | RSA 1   | ESP Ret | FRA 1    | ITA 7   | CAT 3   | NED 1   | GBR 2   | ALE 1   | CZE 2   | POR 4   | RIO 2   | PAC 4   | MAL 2   | AUS 4   | VAL 2   |         | 277  | 2.º  |
| 2004 | MotoGP | Telefónica MoviStar-Honda  | RC211V       | RSA 3   | ESP 1   | FRA 1   | ITA 2    | CAT 2   | NED 2   | RIO Ret | ALE Ret | GBR 3   | CZE 1   | POR 4   | JAP 6   | QAT 1   | MAL 7   | AUS 2   | VAL 4   |         | 257  | 2.º  |
| 2005 | MotoGP | Telefónica MoviStar-Honda  | RC211V       | ESP 2   | POR Ret | CHN 4   | FRA 2    | ITA Ret | CAT 2   | NED 5   | USA 5   | GBR Ret | ALE 2   | CZE Ret | JAP Ret | MAL Ret | QAT 5   | AUS 5   | TUR 4   | VAL Ret | 150  | 7.º  |
| 2006 | MotoGP | Marlboro-Ducati            | GP6          | ESP Ret | QAT 4   | TUR 11  | CHN 9    | FRA 8   | ITA 5   | CAT Ret | NED Les | GBR Les | ALE 8   | USA 10  | CZE Les | MAL 5   | AUS 4   | JAP 4   | POR Ret | VAL Les | 95   | 13.º |
| 2009 | MotoGP | Onde 2000-Ducati           | GP9          | QAT 13  | JAP Ret | ESP 11  | FRA Les  | ITA Les | CAT 15  | NED 13  | USA Ret | ALE     | GBR     | CZE     | IND     | SMR     | POR     | AUS     | MAL     | VAL     | 12   | 17.º |
| 2019 | MotoE  | Pons Racing-Energica       | Energica Ego | GER 9   | AUT 6   | RSM1 9  | RSM2 Ret | VAL1 11 | VAL2 7  |         |         |         |         |         |         |         |         |         |         |         | 38   | 11.º |